# 1-氨基-1-羧基茚满-5-磷酸
1-氨基-1-羧基茚满-5-磷酸（APICA）是一种有机化合物，化学式为C10H12NO5P。它是一种药物，可用于神经科学研究。它是II组代谢型谷氨酸受体 (mGluR2/3) 的选择性拮抗剂。它可以3-溴苯甲醛和亚磷酸二乙酯为原料经多步反应制得。